# خورینی
خورینی (به چکی: Choryně) یک منطقهٔ مسکونی در جمهوری چک است که در ناحیه وستین واقع شده‌است. خورینی ۹٫۱ کیلومتر مربع مساحت و ۷۱۲ نفر جمعیت دارد و ۲۷۴ متر بالاتر از سطح دریا واقع شده‌است.